# Shantae and the Pirate's Curse
Shantae and the Pirate's Curse est un jeu vidéo de plates-formes développé par WayForward Technologies et Inti Creates. Il est annoncé dans l'édition de novembre 2012 de Nintendo Power. C'est le troisième épisode de la série Shantae.
Le jeu sort sur le Nintendo eShop de la Nintendo 3DS le 23 octobre 2014 en Amérique du Nord. Initialement prévu pour sortir uniquement sur Nintendo 3DS, un portage sur Wii U est annoncé à l'E3 2014, et est publié le 23 décembre 2014. Il sort ensuite le 5 février 2015 sur Nintendo 3DS et Wii U en Europe, et le 23 avril 2015 sur Windows. Le 19 novembre 2015, il est publié au format physique au Japon, une première pour la série.
Comme les deux premiers titres de la série, le jeu est acclamé par la critique, il est nommé pour les titres de meilleur jeu 3DS et meilleur jeu de plate-forme de l'année (titres remportés par Persona Q et Bravely Default pour la première catégorie et Stealth Inc 2 pour la seconde) et prend place dans le top 10 des jeux Nintendo 3DS du sondage des fans du Club Nintendo, qui compte plus de 682 000 votants. Il rencontre également le succès commercial, étant présent dans la liste des meilleures ventes de la 3DS. Deux suites sortiront, Shantae: Half-Genie Hero en 2016, et Shantae and the Seven Sirens en 2020.

## Intrigue
Après les événements de Shantae: Risky's Revenge, au cours desquels Shantae détruit l'incarnation de ses pouvoirs, celle-ci se voit forcée à s'adapter à une vie sans ses pouvoirs de génie. Tandis que la ville natale de Shantae est soudainement conquise par Ammo Baron, qui en devient légalement le nouveau maire, Shantae est contactée par son ennemie jurée, Risky Boots, dont les troupes et les équipements ont disparu. Découvrant que de la magie noire a corrompu ses « Tinkerbats », les transformant en « Cacklebats » maléfiques, Risky déduit que le Pirate Master, un puissant tyran maléfique scellé il y a longtemps par les génies de Sequin Land, tente de ressusciter. Déterminée à empêcher sa résurrection à tout prix, Risky s'allie à contrecœur avec Shantae pour détruire les antres maléfiques qui l'alimentent en pouvoir, récupérer les équipements de pirate perdus de Risky et retrouver la magie noire possédant les Cacklebats.
À mesure que l'aventure progresse, Risky révèle que la magie noire est en fait la magie de génie de Shantae, dispersée à travers Sequin Land alors qu'elle aurait dû être détruite. Après que Shantae soit parvenue à détruire tous les antres maléfiques, Risky tente de détruire le tombeau du Pirate Master, mais celui-ci ressuscite et la kidnappe. Affrontant le Pirate Master, Shantae accepte de renoncer à la magie noire qu'elle a collectée afin de sauver Risky. À sa grande surprise, elle découvre que sa magie est redevenue de la magie lumineuse, ce qui permet à Shantae de redevenir une demi-génie et vaincre le Pirate Master avec l'aide de Risky. La paix étant restaurée à Sequin Land, Shantae utilise ses pouvoirs pour rendre Scuttle Town a son propriétaire légitime et chasser Ammo Baron, tandis que Risky reprend sa vie de pirate, se préparant à leur prochaine rencontre.

## Système de jeu
Comme pour ses prédécesseurs, dans Shantae and the Pirate's Curse les joueurs jouent le rôle de Shantae la demi-génie, qui peut attaquer en utilisant ses cheveux. Après la perte de ses pouvoirs de génie dans le jeu précédent, Shantae doit maintenant faire usage de différents équipements de pirate que le joueur obtient au cours du jeu. Ces derniers comprennent un pistolet utilisé pour tirer sur les ennemis et activer les leviers à distance, un chapeau utilisé pour planer dans les airs et remonter les courants d'air chaud, un cimeterre utilisé pour briser des blocs, des bottes qui permettent à Shantae de charger et traverser certains murs, et un canon utilisé pour réaliser un saut supplémentaire dans les airs. Les joueurs peuvent également utiliser différents objets, comme les « Pike Balls » (litt. boules couvertes de piques) offensives ou des potions restaurant la santé. Ces objets, ainsi que les améliorations pour l'attaque capillaire de Shantae et les équipements de pirate, peuvent être achetés en utilisant des gemmes obtenues sur les ennemis et les objets destructibles. Au lieu des danses de transformation, Shantae peut utiliser une lampe de génie pour absorber les gemmes environnantes, ainsi que pour transporter la magie noire et d'autres éléments gazeux comme les odeurs.
Chacune des différentes îles du jeu requiert généralement que Shantae accède à un antre maléfique, où l'un des équipements de pirate est découvert, puis qu'elle batte un boss afin d'obtenir la carte vers l'île suivante. Les joueurs devront souvent remplir certaines quêtes afin de progresser, comme de trouver un objet sur une île et de le remettre à quelqu'un sur une autre. Vingt « Cacklebats » maudits sont dissimulés à travers les îles, et doivent être vaincus par le joueur qui en extraira la magie noire afin d'obtenir la meilleure fin du jeu. 32 « Heart Squids » (litt. calamars-cœurs) sont également cachés, qui peuvent être échangés pour augmenter le maximum de points de santé de Shantae. Finir le jeu libère le Pirate Mode, qui permet à Shantae de disposer de tous les équipements de pirate dès le début afin de réaliser des speedruns,.

## Développement
Le jeu a été annoncé dans l'édition de novembre 2012 de Nintendo Power. Le 29 mai 2014, WayForward Technologies annonce que de plus amples informations sur le jeu seront révélées à l'E3 2014. Juste avant la conférence de Nintendo à l'E3 2014, WayForward révèle au journal en ligne Nintendo Life qu'une variante HD de Shantae and the Pirate's Curse va sortir sur Wii U.

## Accueil

### Accueil commercial
Le jeu a rencontré un certain succès commercial, apparaissant dans la liste des best-sellers de la Nintendo 3DS.

### Accueil critique
Comme ses prédécesseurs, Shantae and the Pirate's Curse a été bien reçu par les critiques, avec des scores de 84 % (3DS et Wii U) sur GameRankings, et de 82/100 (3DS) et 85/100 (Wii U) sur Metacritic,.
Hardcore Gamer a attribué au jeu une note de 4,5 sur 5, déclarant que « Shantae est un nouveau maillon exemplaire d'une série de jeux de plate-forme tournés vers l'exploration, dotée d'une grande longévité malgré ses peu d'épisodes. Le système de jeu est amusant, varié et difficile, et testera les capacités des fans de jeux de plate-forme même les plus expérimentés. » Destructoid a apprécié la variété des épreuves de plate-forme et les mécaniques de combat, l'architecture « intéressante » des donjons et les zones secrètes difficiles à trouver, ainsi que l'histoire « amusante », mais regrette le remplacement d'un « monde géant, singulier et ouvert » comme dans Risky's Revenge par un « archipel d'îles » trop petites et trouve que la suppression du système de téléportation du jeu précédent rend « le voyage entre les zones... pénible. » Pocket Gamer a pensé que The Pirate's Curse était « un plaisir à jouer, » avec « un travail maîtrisé des sprites » et une bande originale de grande qualité. Game Informer trouve que le jeu est alourdi par des « retours en arrière agaçants » avec des endroits « trop ambigus » pour utiliser l'équipement de pirate débloqué en cas de retour dans des zones déjà explorées, mais pense que « toutes les capacités de pirate de Shantae pour les séquences de plate-forme se mêlent bien dans les derniers niveaux, » avec quelques moments de « plate-forme old school du meilleur niveau. » Trouvant que le jeu était rehaussé par ses « sprites détaillés et expressifs » et ses environnements « clairs et vivants, » IGN a conclu que The Pirate's Curse « se distinguait dans le marasme des jeux de plate-forme orientés rétro, » en relevant favorablement la division du monde en îles au « feeling bien marqué » dans lesquelles « l'approche recentrée » a permis au critique de se sentir impliqué, les énigmes occasionnelles « niaises et hilarantes » et les dialogues « à l'humour constant, » mais critique toutefois les nombreux ennemis renaissant à chaque retour en arrière dans les îles.
Le jeu a été voté dans le Top 10 du sondage 2014 des jeux Nintendo 3DS favoris des fans du Club Nintendo, qui sondaient plus de 682 000 personnes.

### Distinctions
| Année | Récompenses               | Catégorie                   | Résultat   | Réf.   |
| ----- | ------------------------- | --------------------------- | ---------- | ------ |
| 2015  | Meilleurs jeux 2014 d'IGN | Meilleur jeu 3DS            | Nomination | [ 24 ] |
| 2015  | Meilleurs jeux 2014 d'IGN | Meilleur jeu de plate-forme | Nomination | [ 25 ] |